# Burning Spear

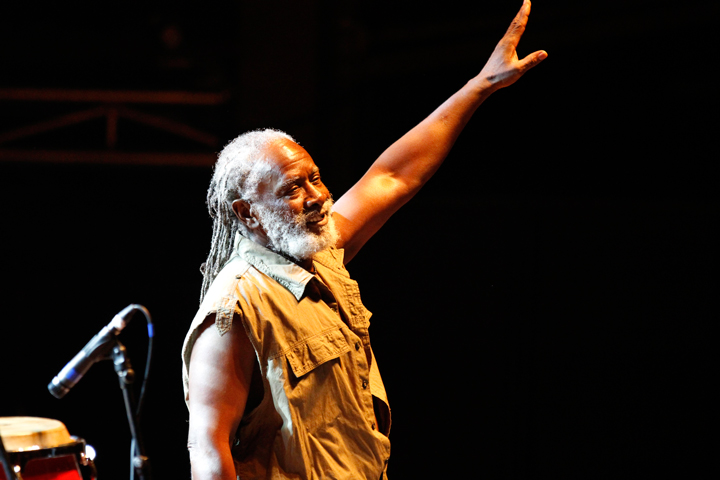
Burning Spear durante apresentação

Burning Spear, batizado como Winston Rodney (Saint Ann, Jamaica, 1 de Março de 1945), é um cantor de reggae.

## Discografia
Discografia do cantor Burning Spear

## Álbuns

### De estúdio
- Studio One Presents Burning Spear (1973), FAB
- Rocking Time (1974), FAB
- Marcus Garvey (1975), Island
- Garvey's Ghost (1976), Island
- Man in the Hills (1976), Island
- Dry & Heavy (1977), Island
- Social Living (1978), Stop - also released as Marcus' Children
- Living Dub Vol. 1 (1979), Rita Marley Music
- Hail H.I.M. (1980), Radic
- Living Dub Vol. 2 (1980), Rita Marley Music
- Farover (1982), Radic
- The Fittest of the Fittest (1983), Radic
- Resistance (1985), Heartbeat
- People of the World (1986), Greensleeves/Slash
- Mistress Music (1988), Greensleeves/Slash
- Mek We Dweet (1990), Mango
- Jah Kingdom (1991), Mango
- The World Should Know (1993), Heartbeat
- Rasta Business (1995), Heartbeat
- Living Dub Vol. 3 (1996), Declic
- Appointment with His Majesty (1997), Heartbeat
- Living Dub Vol. 4 (1998), Musidisc
- Calling Rastafari (1999), Heartbeat
- Free Man (2003), Nocturne
- Our Music (2005), Burning
- Living Dub Vol. 5 (2006), Collective
- Jah Is Real (2008), Burning
- Living Dub Vol. 6 (2008), Burning

### Ao vivo
- Live (1977), Island
- Live in Paris Zenith '88 (1989), Slash
- Love & Peace: Burning Spear Live! (1994), Heartbeat
- (A)live in Concert 97 (1998), Musidisc
- Live at Montreaux Jazz Festival 2001 (2001), Terra Firma
- Live in South Africa 2000 (2004), Revolver

### Compilações
- Harder Than the Best (1979), Island
- Reggae Greats: Best of Island years 1975-1978 (1985), Island
- 100th Anniversary: Marcus Garvey/Garvey's Ghost (1987)
- The Fittest Selection: Greatest hits of 1980-1983 (1987), EMI
- Keep the Spear Burning (1989), Island
- The Original (1992), Sonic Sounds
- Chant Down Babylon The Island Anthology (1996), Island
- Best of Burning Spear (1999), Declic
- Ultimate Collection: Best of Collection (2001), Island
- Best of the Fittest: Best of Collection (2001), EMI
- Rare and Unreleased (2001)
- Spear Burning (2002), Pressure Sounds
- 20th Century Masters: The Millennium Collection: The Best of Burning Spear: Best of the Island years (2002), IMS
- Jah No Dead (2003)
- Creation Rebel (2004), Heartbeat
- Travelling (2004), Clocktower
- Sounds from the Burning Spear (2004), Soul Jazz
- Gold (2005)
- Rare and Unreleased (2006), Revolver
- The Burning Spear Experience (2007), Burning
- The Best of Burning Spear (2008), Virgin US
- Selection: The Fittest, Sonic Sounds
- The Best of Burning Spear: Marcus Garvey (2012), Island

## Singles
- "We Are Free" (1970), Bamboo - B-side of Irving Brown's "Let's Make It Up"
- "Zion Higher" (1971), Banana - B-side of King Cry Cry's "I Had a Talk"
- "Live It Out" (1971), Coxsone
- "Get Ready", (197?), Coxsone
- "Creation Rebel" (197?), Coxsone
- "Call on You" (197?), Coxsone
- "What a Happy Day" (197?), Coxsone
- "Rocking Time" (197?), Coxsone
- "Marcus Garvey" (197?), Fox
- "Slavery Days" (197?), Fox
- "Swell Headed"
- "Foggy Road"
- "Resting Place" (197?), Fox
- "Children of Today", Spear
- "The Youth" (197?), Spear
- "Old Marcus Garvey" (1976), Island
- "I & I Survive" (1976), Island
- "The Lion" (1976), Island
- "Civilised Reggae"/"Social Living" (1978), Island
- "She's Mine" (1982), Radic
- "Jah Is My Driver" (1982), Radic - 12-inch
- "Marcus Garvey" (1987), Island - 12-inch
- "Tell the Children" (1988), Blue Moon
- "Great Men" (1990), Mango
- "Free the Whole Wide World" (1994), Tribesman
- "Never" (2006), Collective
- "Education", Burning Spear
- "Travelling", Klassic Vinyl

Contribuições
- "Perfect Day" (1997) - Various Artists charity single in aid of Children in Need

## DVD
- Home to My Roots (2004), Burning Music/Nocturne
- Live in Vermont (2008), Burning Music
- Live in Peru (2010)
- Rastafari Live (2012), Hudson Street

## Premiações
Burning Spear ganhou dois prêmios Grammy na categoria Melhor Álbum de Reggae no ano de 2000 por Calling Rastafari e, 2009 por Jah Is Real. Mas foi indicado no total em doze edições:
- 1986 Resistance
- 1988 People of the World
- 1990 Live in Paris Zenith '88
- 1991 Mek We Dweet
- 1994 The World Should Know
- 1996 Rasta Business
- 1998 Appointment with His Majesty
- 2000 Calling Rastafari
- 2004 Free Man
- 2005 Our Music
- 2008 The Burning Spear Experience
- 2008 Jah Is Real